# Il vostro superagente Flit
Il vostro superagente Flit è un film del 1966 diretto da Mariano Laurenti. È una commedia fantaspionistica con Raimondo Vianello, parodia del film Il nostro agente Flint (Our Man Flint) del 1966.

## Trama
Strani episodi durante importanti incontri diplomatici mondiali mettono a rischio la pace nel mondo: capi di Stato, ambasciatori e consoli si sbeffeggiano tra di loro senza alcun motivo, come in preda a follia pura. Per risolvere la delicata situazione il capo della NATO Hayes, chiama in causa il superagente Flit, famoso in tutto il mondo per le sue imprese. Il noto agente scopre che le strane cause diplomatiche sono dovute a ipnosi da parte di presenze extraterrestri che, dovendo emigrare dal loro pianeta, cercano di infondere terrore nelle potenze mondiali per far scoppiare una guerra nucleare e di conseguenza attuare l'autodistruzione del genere umano e rendere così possibile il facile approdo sulla Terra degli alieni (ai quali, per una questione etica, non è permesso uccidere direttamente). Flit, anche grazie ad Aura, giovane aliena convertita e innamorata di Flit, riuscirà a salvare il mondo e a rendere inoffensivi gli altri alieni giunti sulla Terra.

## Critica
Fantafilm scrive che il film è una "poco fortunata parodia del fantaspionaggio e della fantascienza condotta senza molta inventiva dall'esordiente Mariano Laurenti sul filo di un umorismo che, anni più tardi, si sarebbe definito "demenziale".
Raimondo Vianello [...] regge bene la scena confermandosi attore di sottile e misurata ironia. Raffaella Carrà, ancora indecisa se continuare la carriera cinematografica o dedicarsi alla televisione, interpreta l'aliena Aura".